# باتريك جونسون
باتريك جونسون (بالإنجليزية: Patrick Johnson)‏ (و. 1993 – م) هو ممثل، وممثل أفلام، وممثل تلفزيوني، من الولايات المتحدة الأمريكية، ولد في أورلاندو، فلوريدا.

## وصلات خارجية
- باتريك جونسون على موقع IMDb (الإنجليزية)
- باتريك جونسون على موقع قاعدة بيانات الفيلم (الإنجليزية)